# Комашник

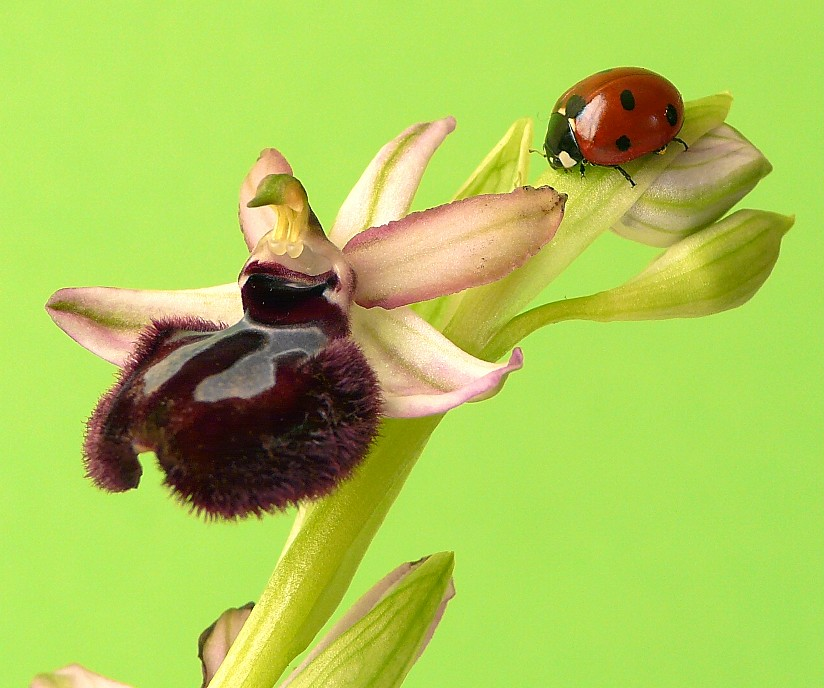
Ophrys sipontensis

Комашник (Ophrys, L.) — рід рослин з родини орхідних або зозулинцевих (Orchidaceae).

## Етимологія
Назва «Ophrys» з давньогрецької перекладається на українську як «Брови». Карл Лінней, даючи орхідеям цю назву, очевидно керувався особливою формою та оксамитовим запушенням губи їх квітки, яка іноді викликає асоціацію із бровами. Однак, вчені, що вивчали Офриси уже після Ліннея, зокрема Чарльз Дарвін, виявили схожість їх квітів із комахами. Саме з цієї причини більшості із них присвоєно «комашині» імена.

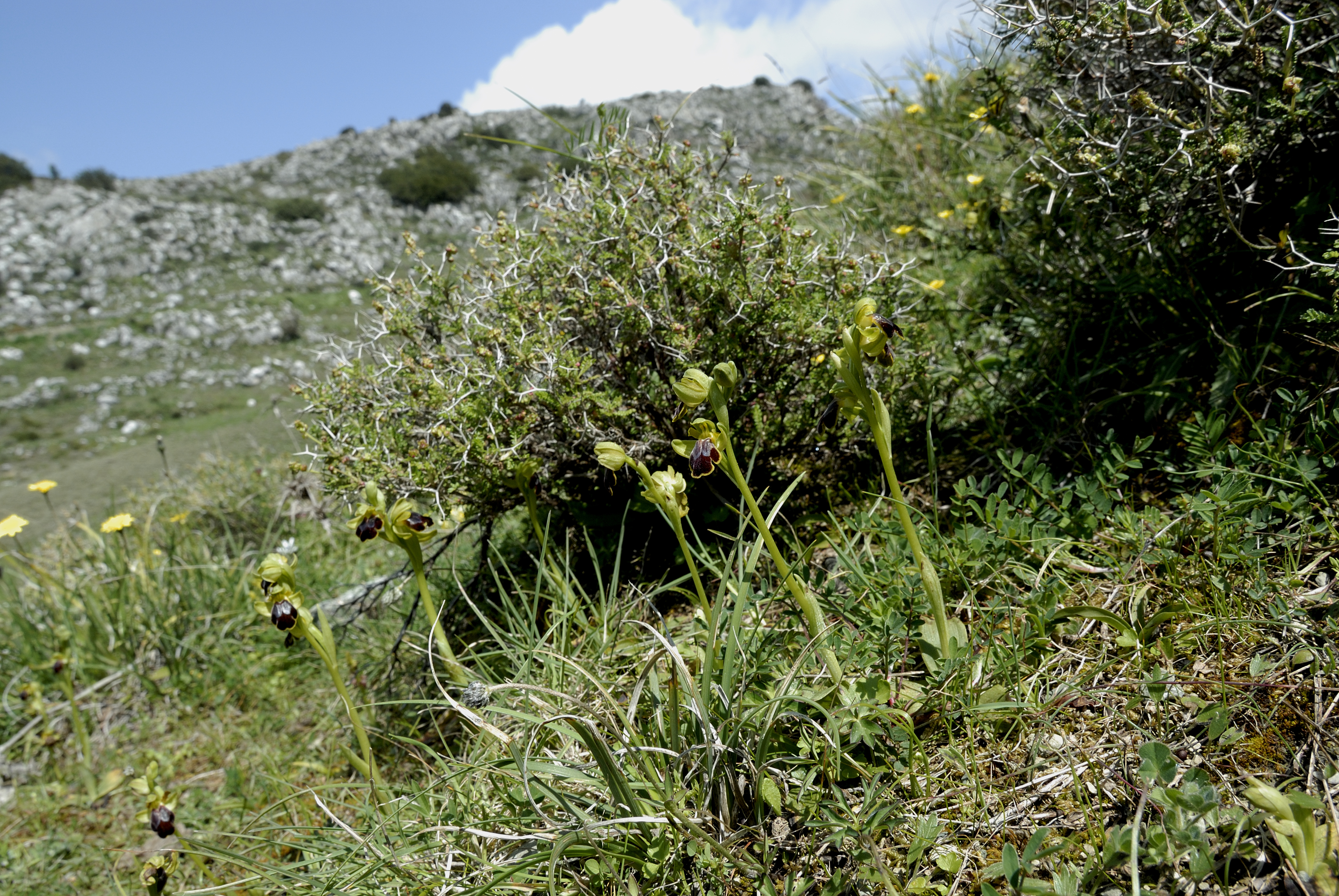
Місце зростання Ophrys cinereophila на острові Крит

## Поширення

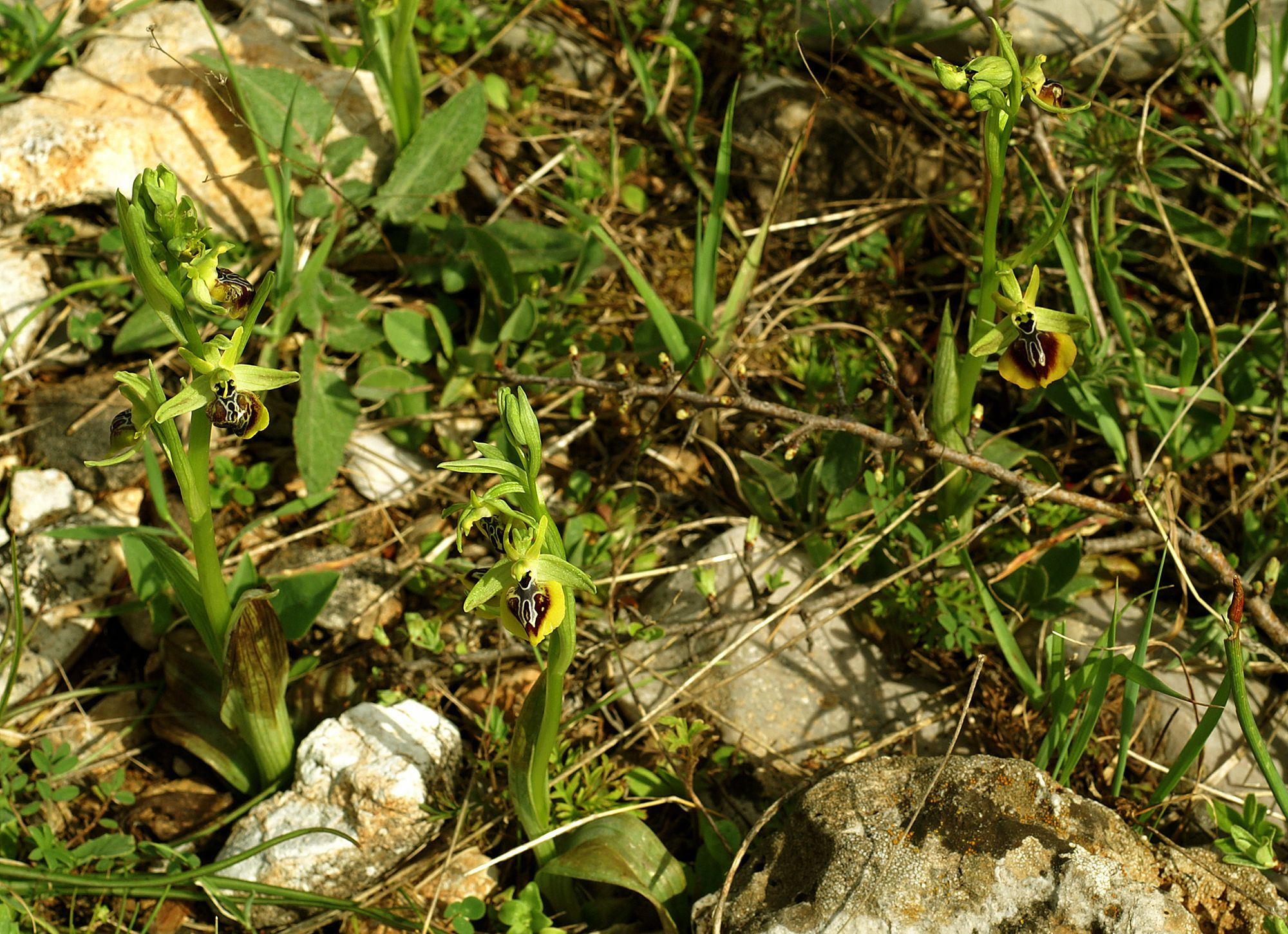
Ophrys aesculapii на Пелопоннеському півострові

Рід комашник (Ophrys L.) об'єднує понад 45 видів рослин, розповсюджених у західній палеарктиці: Європі, Північній Африці і Західній Азії. Ці орхідеї еволюційно є дуже молодою групою рослин, відносно ізольованою від інших видів родини зозулинцевих.
На території України поширені кілька видів/підвидів комашника, з яких комашник бджолоносний (Ophrys apifera Huds.), комашник павуконосний кримський (Ophrys sphegodes subsp. mammosa Desf.) та комашник ґедзеносний (Ophrys oestrifera Bieb.) відомі лише з Кримського півострова, а комашник мухоносний (Ophrys insectifera L.) — із Галичини та Буковини. У 2010 р. особини комашника бджолоносного вперше виявлено в Західній Україні в Галицькому національному природному парку.

## Біологічний опис
Офриси перевершують практично всі європейські орхідеї різноманітністю форм і забарвлень квіток. На прямостоячому, безлистому у верхівці стеблі їх може бути від 2 до 12 (зрідка більше). Але головна особливість цих орхідей — надзвичайна схожість квіток з комахами.
Більшість комашників навіть у дорослому віці істотно залежать від присутності в тканинах їхніх коренів і бульб симбіонтних грибів. Тому в них дрібне, редуковане листя, і їх не можна пересаджувати на нове місце. У багатьох комашників синювато-зелені блискучі листки розвиваються вже восени, і якщо температурні умови дозволяють, то рослина продовжує рости навіть узимку. Але буває, що листя сильно пошкоджується морозами, особливо у рослин, що мешкають в північних і високогірних областях.
У всіх комашників трав'яниста частина взимку відмирає. У ґрунті залишаються тільки кулясті бульби, які на початку вегетативного циклу дають нові бульби, що містять запас поживних речовин для нової рослини. У результаті під час сезону цвітіння у рослини є дві бульби.

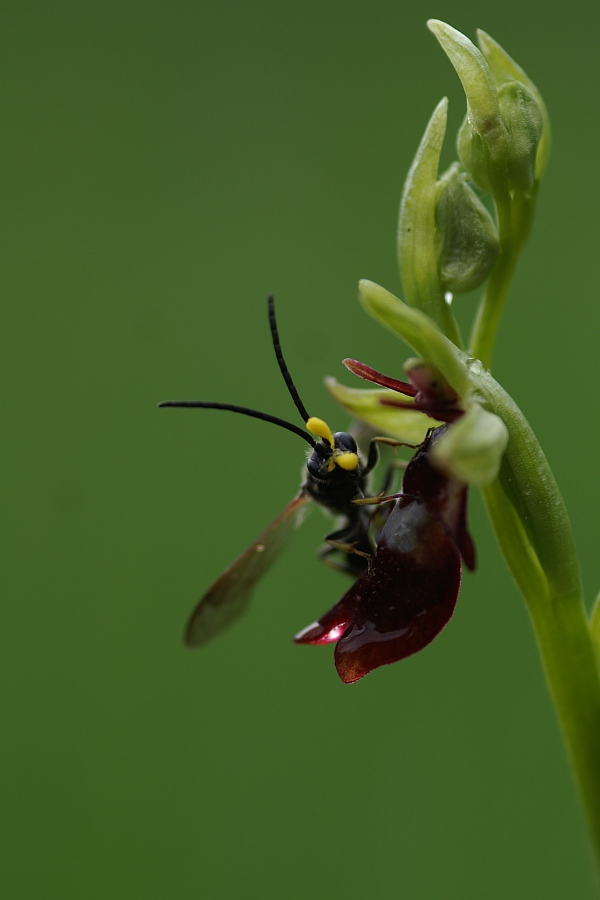
Процес запилення

## Запилення
Комашники запилюються виключно самцями лише певного виду або роду комах, приваблюючи їх шляхом імітації своєю квіткою форми і забарвлення сидячих самок. У 2009 році було доведено, що комашники виділяють аломони — особливу суміш орґанічних хімічних сполук алкенів та алканів, яка імітує запах феромонів самок комах, чим безпосередньо приваблюють самців. Слід зазначити, що у квітах цих орхідей відсутній нектар, який міг би бути атраґентом для потенційних запилювачів. Обдурений таким чином самець сідає на квітку, намагаючись спаритись (це називається «псевдокопуляція»), й тут же до його голови приклеюється пара полініїв — мішечків із пилком. В азарті, перелітаючи з квітки на квітку, та не знаходячи самки, він переносить полінії, запилюючи орхідеї. Після відвідування кількох квіток, самці надалі ігнорують офриси, і лише 10 % з них знову сідають на їх квіти. Однак, навіть цього невеликого відсотка достатньо аби підтримувати популяцію, адже одна квітка дає до 12-ти тисяч мізерно-дрібних насінин, які розносяться вітром, наче пил.

## Використання

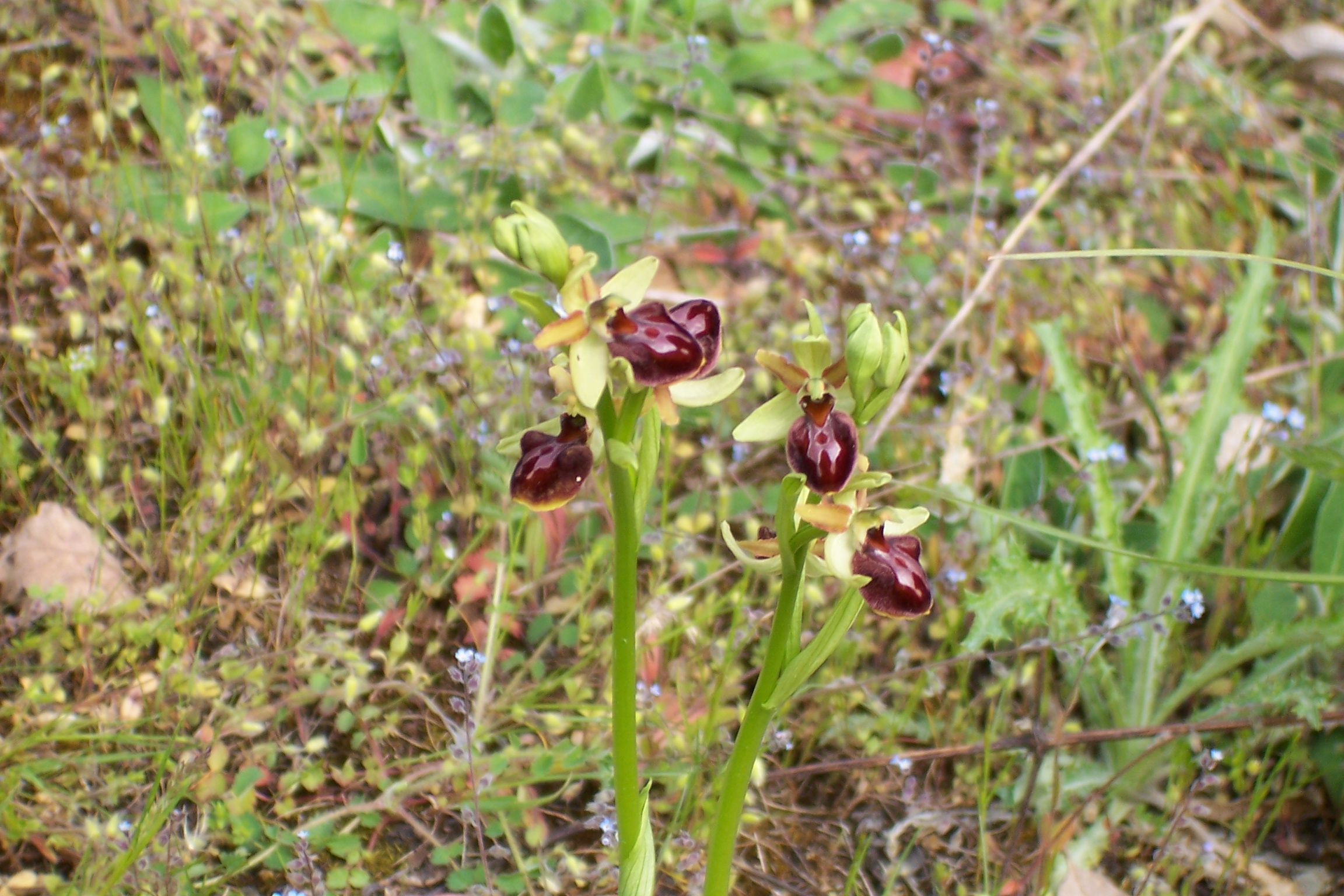
Ophrys sphegodes зустрічається у Криму

З багатих крохмалем і слизом бульб готують лікарську речовину — салеп, якому приписують здатність надавати статеву силу. Заради нього бульби інтенсивно заготовляли. За деякими даними, курдські торговці в Туреччині та Іраку, як і раніше пропонують на ринку бульби офрисів.

## Заходи охорони
Усі види комашників занесені до Червоної книги України і належать до категорії «зникаючі», тобто такі, чисельність яких є катастрофічно низькою, продовжує знижуватись і збереження яких, без усунення негативних чинників, є малоймовірним.
Унікальний спосіб запилення став бідою для цих рослин. Під натиском людської цивілізації комашники опинились на межі вимирання, адже зникнення запилювача, скажімо через змив з полів інсектицидів, після оприскування, або руйнація місць його проживання, може призвести до цілковитого вимирання орхідей. Тому поблизу місць їх зростання потрібно у категоричній формі заборонити застосування різноманітних отрутохімікатів, які можуть не лише знищити комах-запилювачів, а й змінити склад ґрунту, вбивши симбіотичні гриби, без яких не виживає жодна орхідея, а також насіння, проростки і дорослі рослини офрисів.

## Галерея

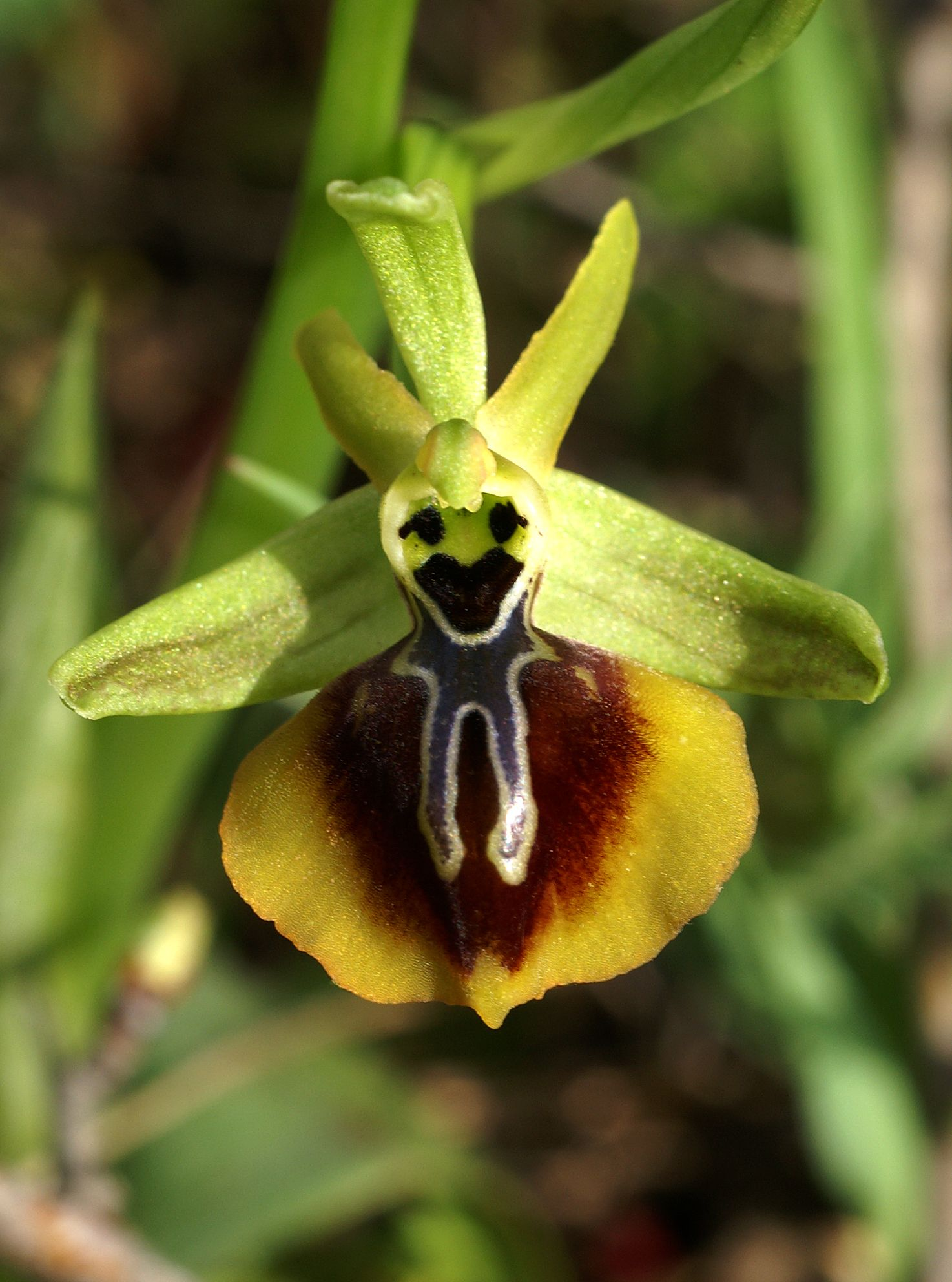
Ophrys aesculapii
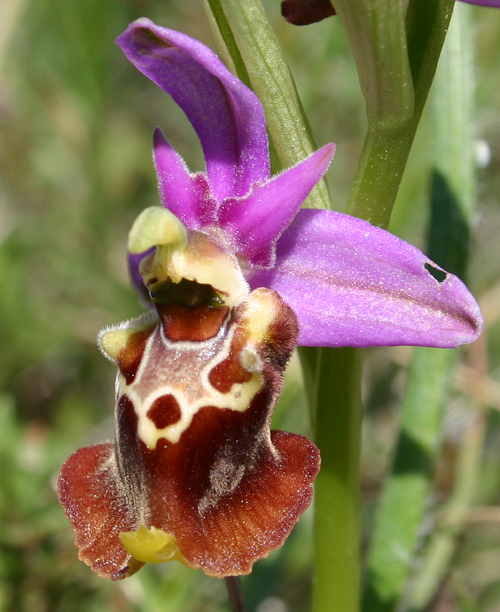
Ophrys apulica
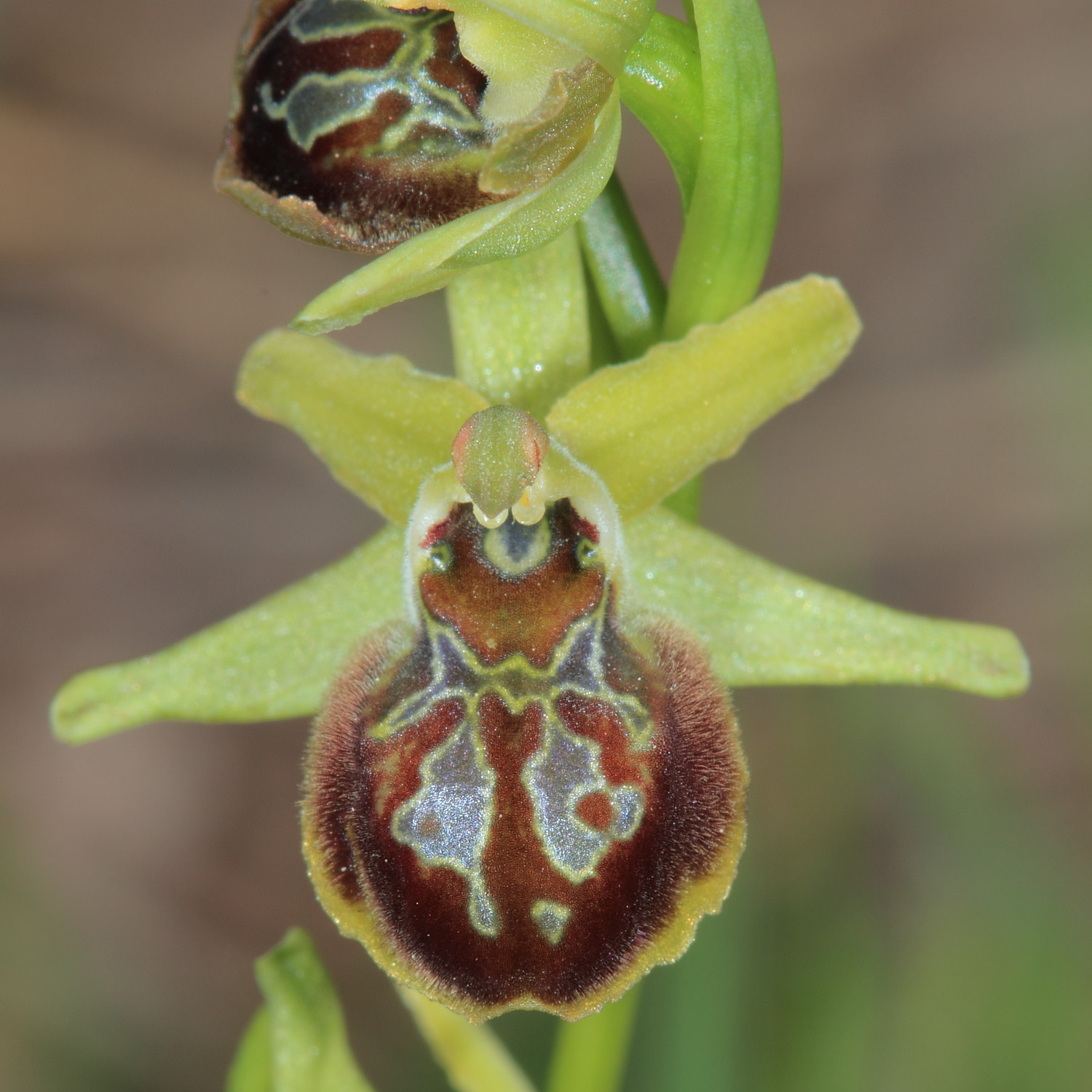
Ophrys argentaria
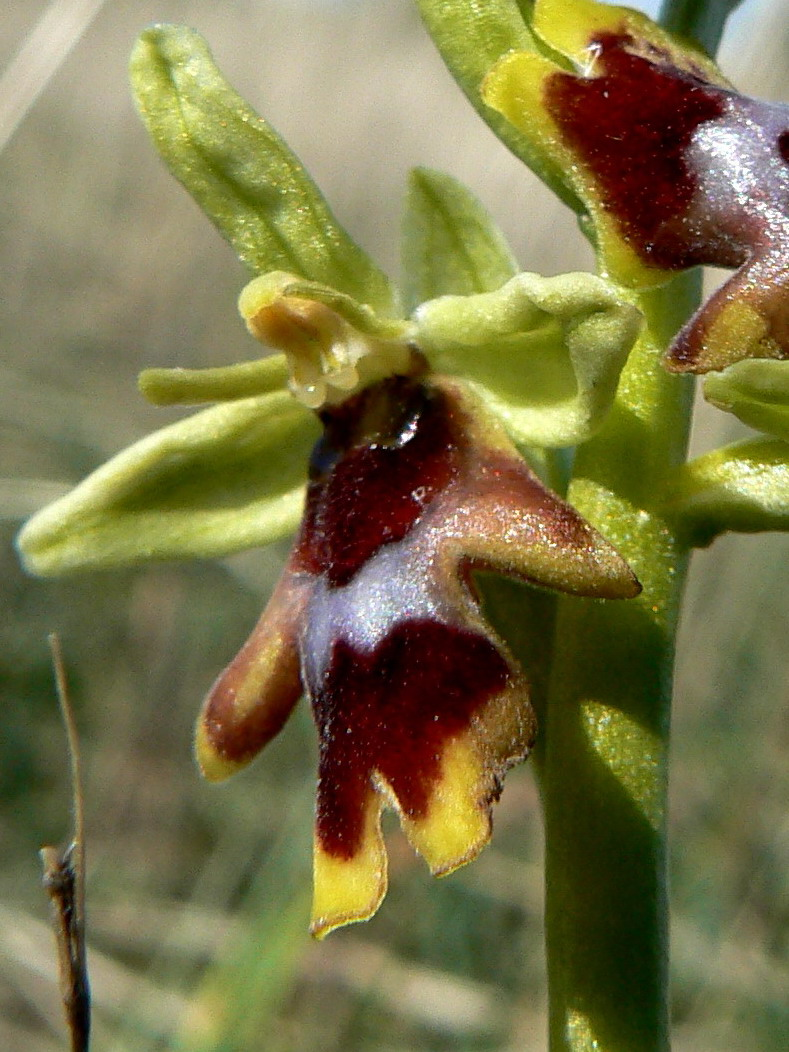
Ophrys aymoninii
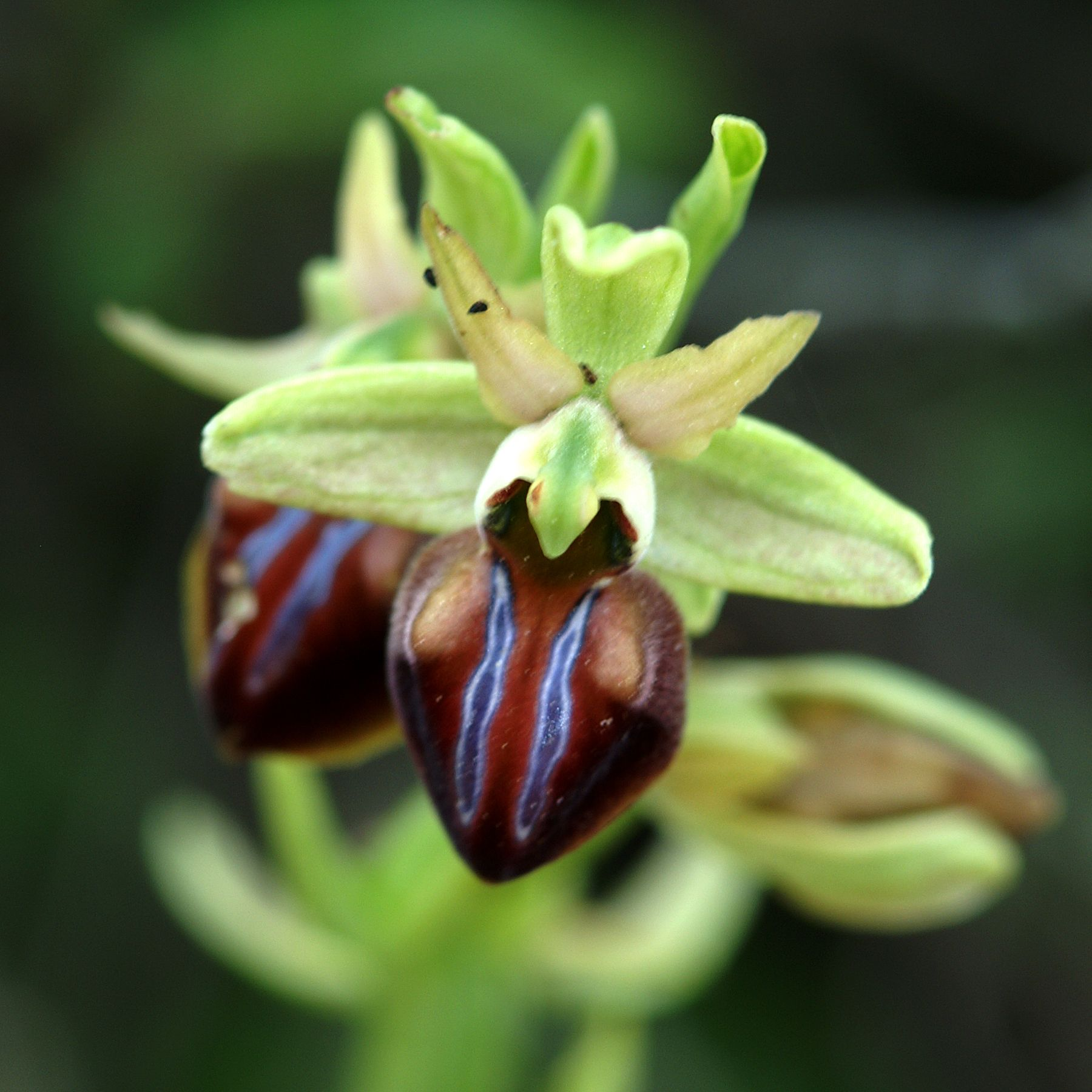
Ophrys cephalonica
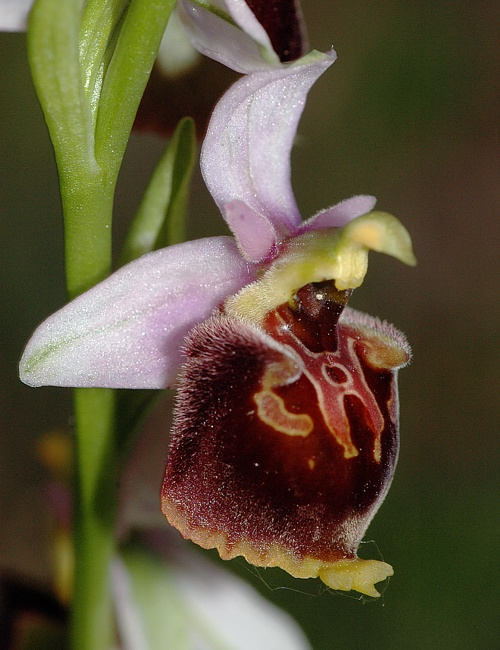
Ophrys druentica
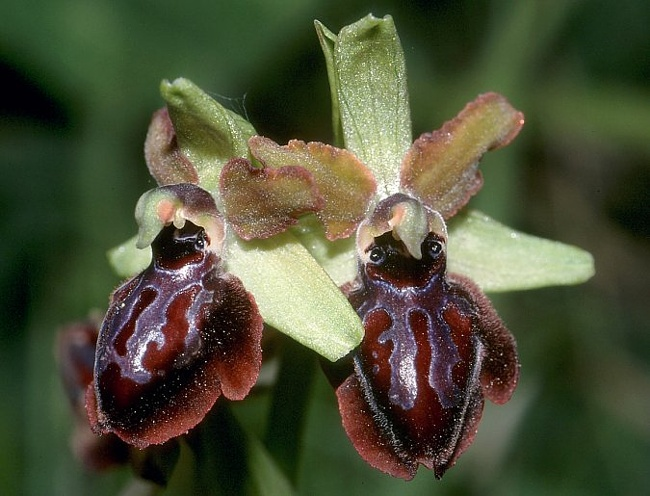
Ophrys garganica
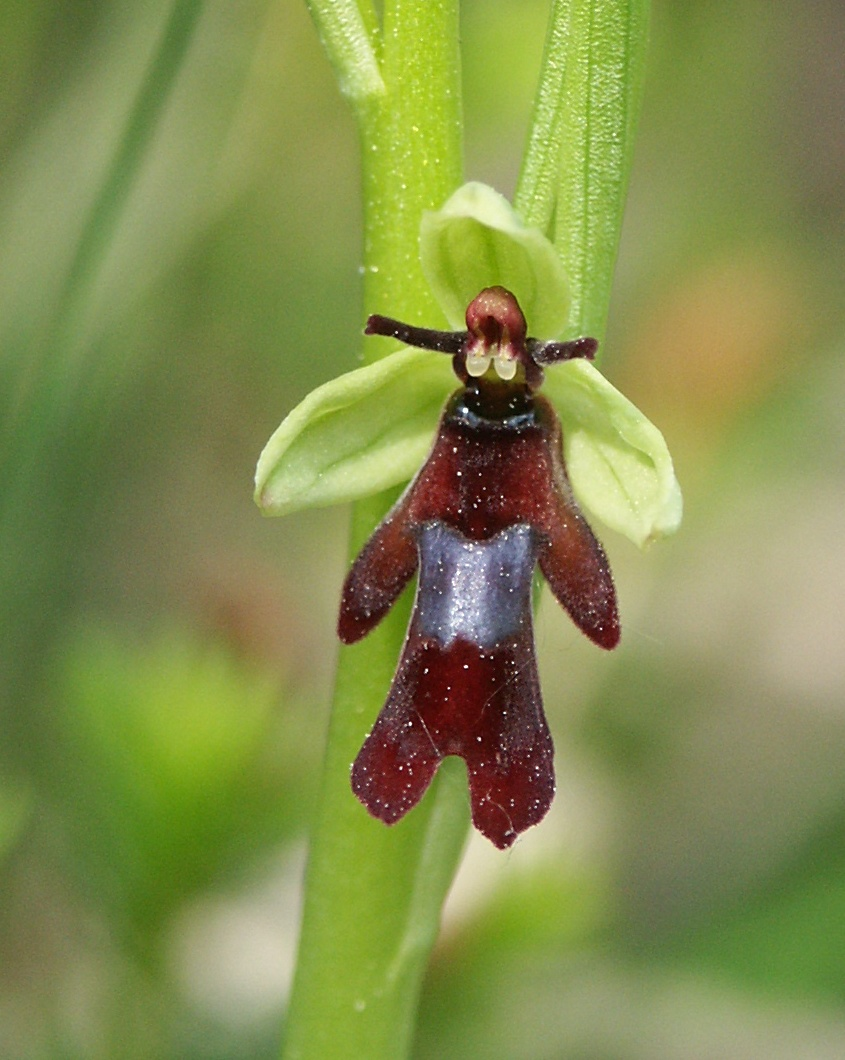
Ophrys insectifera
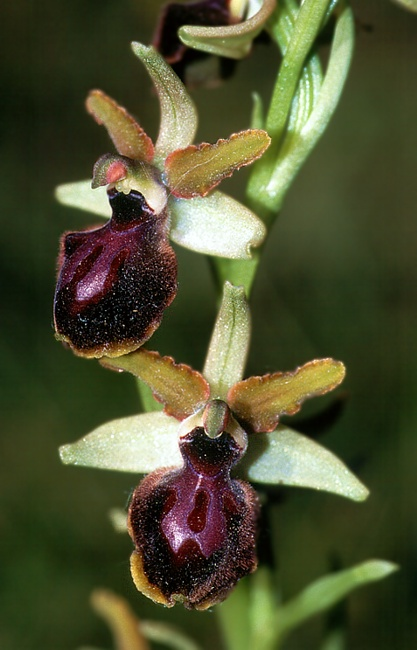
Ophrys passionis
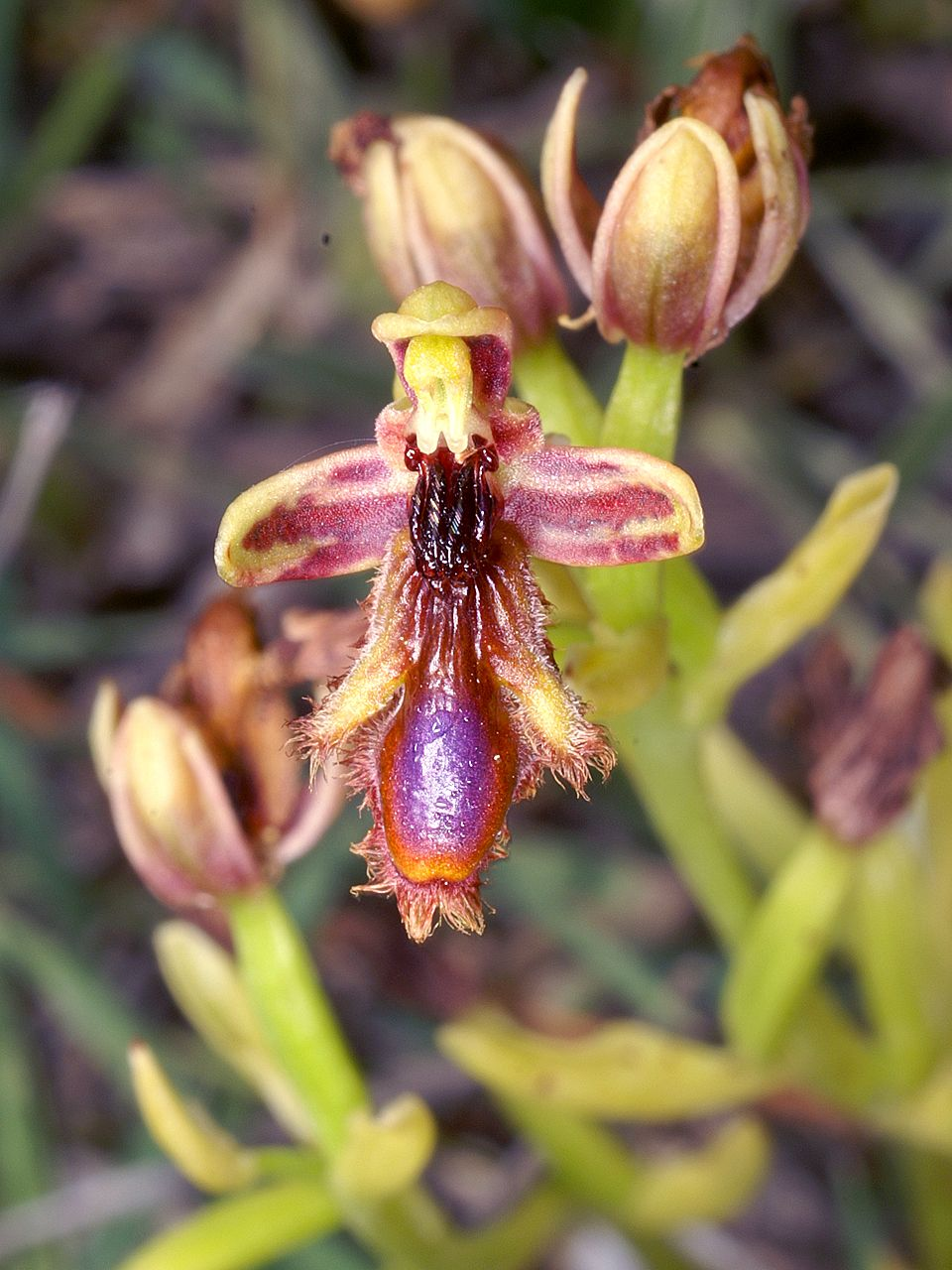
Ophrys regis-ferdinandii
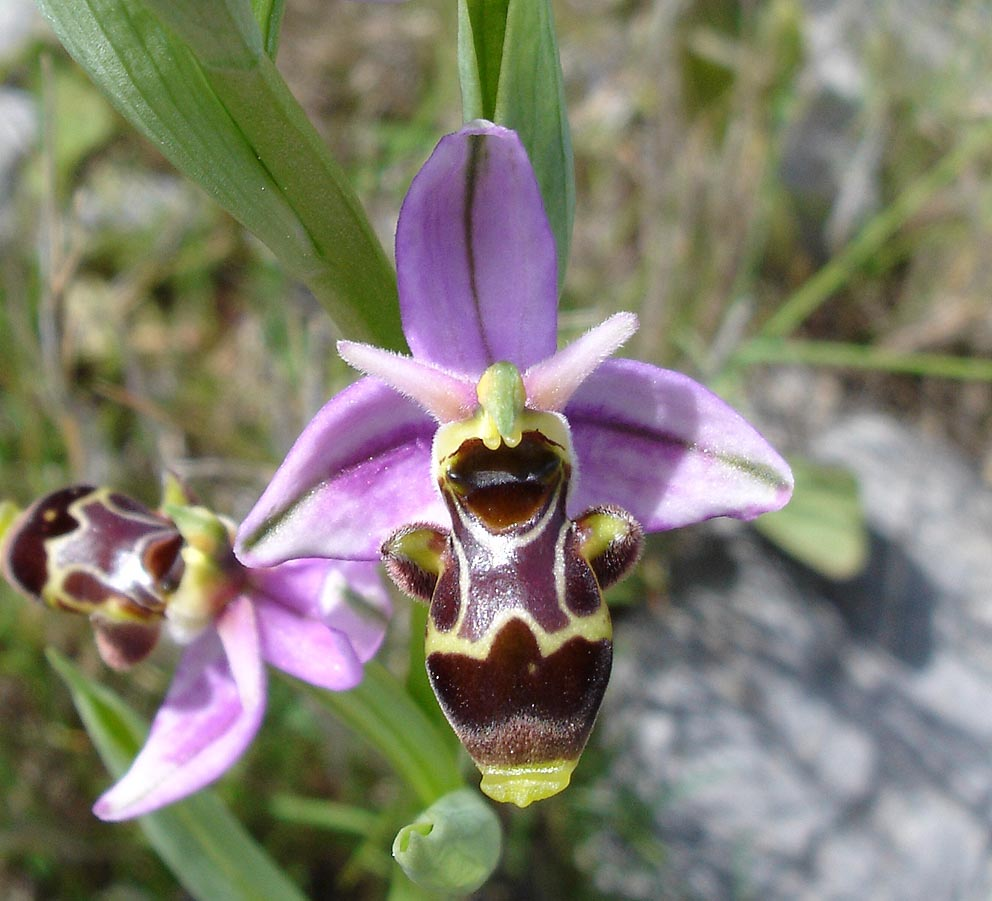
Ophrys scolopax
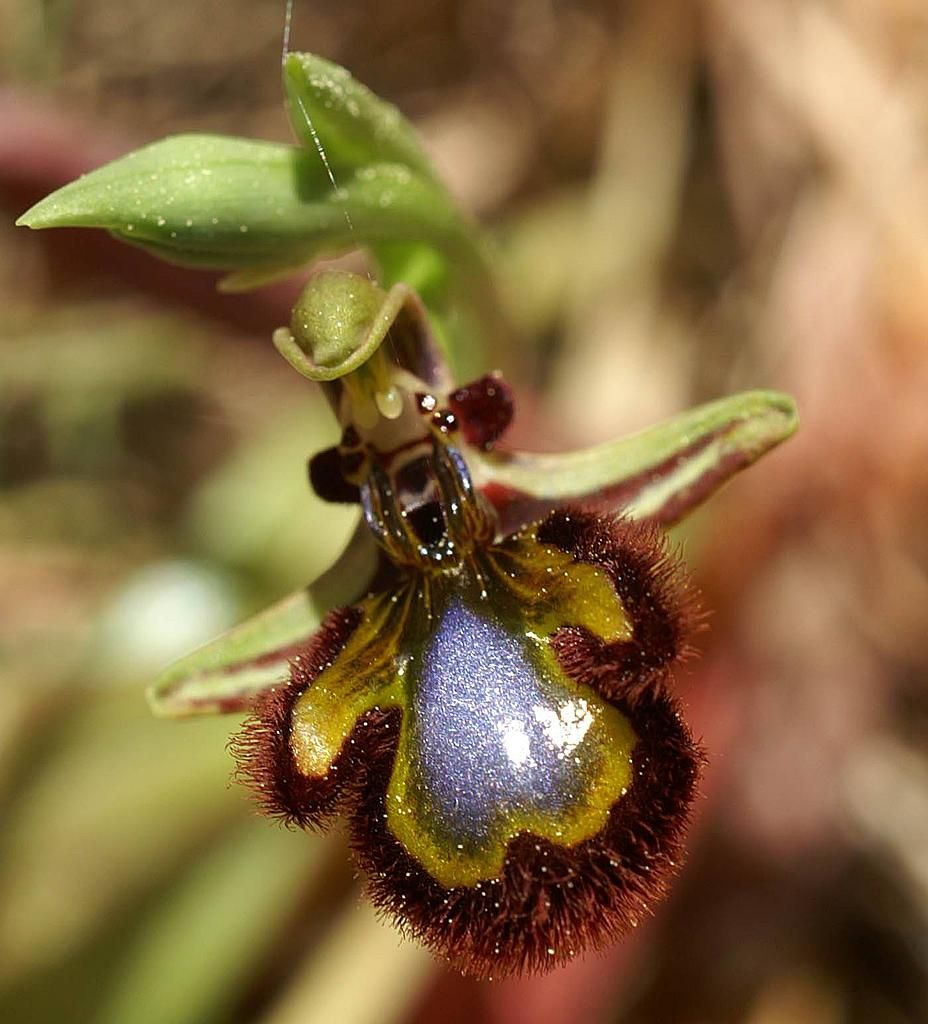
Ophrys speculum
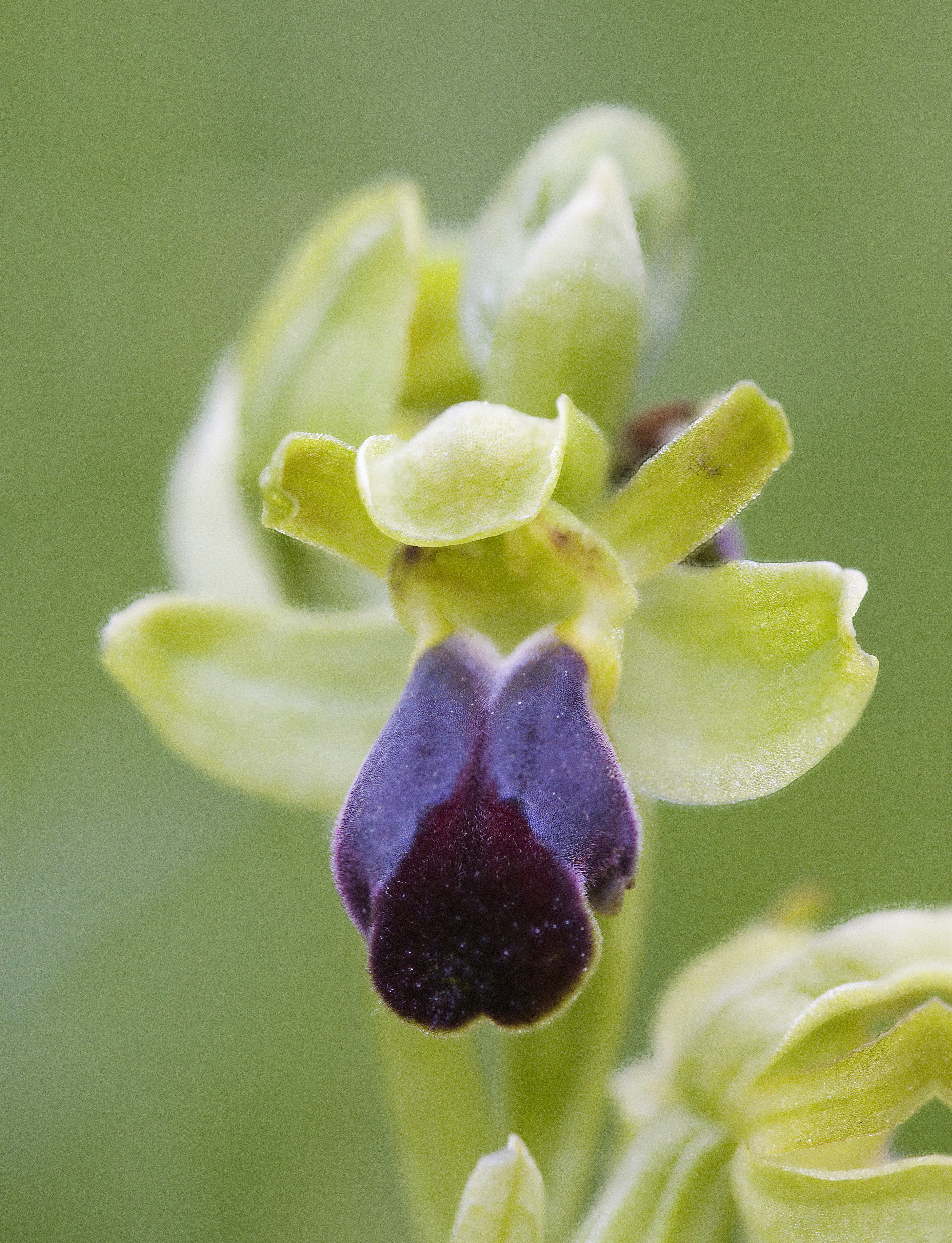
Ophrys sulcata — Тулузький музей

## Список видів
- Ophrys apifera
- Ophrys araneola
- Ophrys elatior
- Ophrys holoserica
- Ophrys insectifera
- Ophrys sphegodes
- Ophrys aegaea
- Ophrys aesculapii
- Ophrys apulica
- Ophrys argolica
- Ophrys ariadnae
- Ophrys atlantica
- Ophrys aveyronensis
- Ophrys aymoninii
- Ophrys balearica
- Ophrys bertolonii
- Ophrys biancae
- Ophrys biscutella
- Ophrys bombyliflora
- Ophrys bornmuelleri
- Ophrys candica
- Ophrys catalaunica
- Ophrys cilicica
- Ophrys crabronifera
- Ophrys cretensis
- Ophrys cretica
- Ophrys delphinensis
- Ophrys elegans
- Ophrys fusca
- Ophrys gottfriediana
- Ophrys ferrum-equinum
- Ophrys garganica
- Ophrys gortynia
- Ophrys hebes
- Ophrys heldreichii
- Ophrys helenae
- Ophrys incubacea
- Ophrys iricolor
- Ophrys isaura
- Ophrys kotschyi
- Ophrys lacaitae
- Ophrys levantina
- Ophrys lunulata
- Ophrys lutea
- Ophrys lycia
- Ophrys mammosa
- Ophrys melitensis
- Ophrys morisii
- Ophrys oestrifera
- Ophrys omegaifera
- Ophrys oxyrrhynchos
- Ophrys pallida
- Ophrys parvimaculata
- Ophrys reinholdii
- Ophrys regis-ferdinandii
- Ophrys schulzei
- Ophrys scolopax
- Ophrys sipontensis
- Ophrys speculum
- Ophrys splendida
- Ophrys spruneri
- Ophrys tarentina
- Ophrys tenthredinifera
- Ophrys tyrrhena
- Ophrys umbilicata
- Ophrys vernixia